# Світле (Джанкойський район)
Сві́тле (до 1948 — Я́нцеве, раніше — Тама́к-Кирги́з; крим. Tamaq Qırğız) — село Джанкойського району Автономної Республіки Крим. Адміністративний центр Світлівської сільської ради Розташоване на сході району.

## Географія
Світле — велике село на сході району, в Кримському степу, на лівому березі впадаючого в Сиваш безіменного струмка, перетвореного на колектор Північно-Кримського каналу, висота над рівнем моря — 14 м. Найближчі села: Бородіно метрів за 200 на східному березі струмка, Новосільцеве за 4 км на південь, Табачне за 3,5 км на південний захід і Нижні Отрожки за 3 км на північ. Відстань до райцентру — близько 27 кілометрів, найближча залізнична станція — Азовська (на лінії Джанкой — Феодосія) — близько 9 км.

## Історія
Ідентифікувати Тамак-Киргиз серед, часто сильно спотворених, назв сіл Карасбазарського каймакамства в Камеральному Описі Криму 1784 року поки не вдалося.
Після анексії Криму Російською імперією (8) 19 квітня 1783, на території колишнього Кримського Ханства була утворена Таврійська область і село було приписане до Перекопського повіту . Після Павловських реформ, з 1796 по 1802 рік, входила в Перекопський повіт Новоросійської губернії. За новим адміністративним поділом, після створення 8 (20) жовтня 1802 Таврійської губернії , Тамак-Киргиз був включений до складу Таганашмінської волості Перекопського повіту.

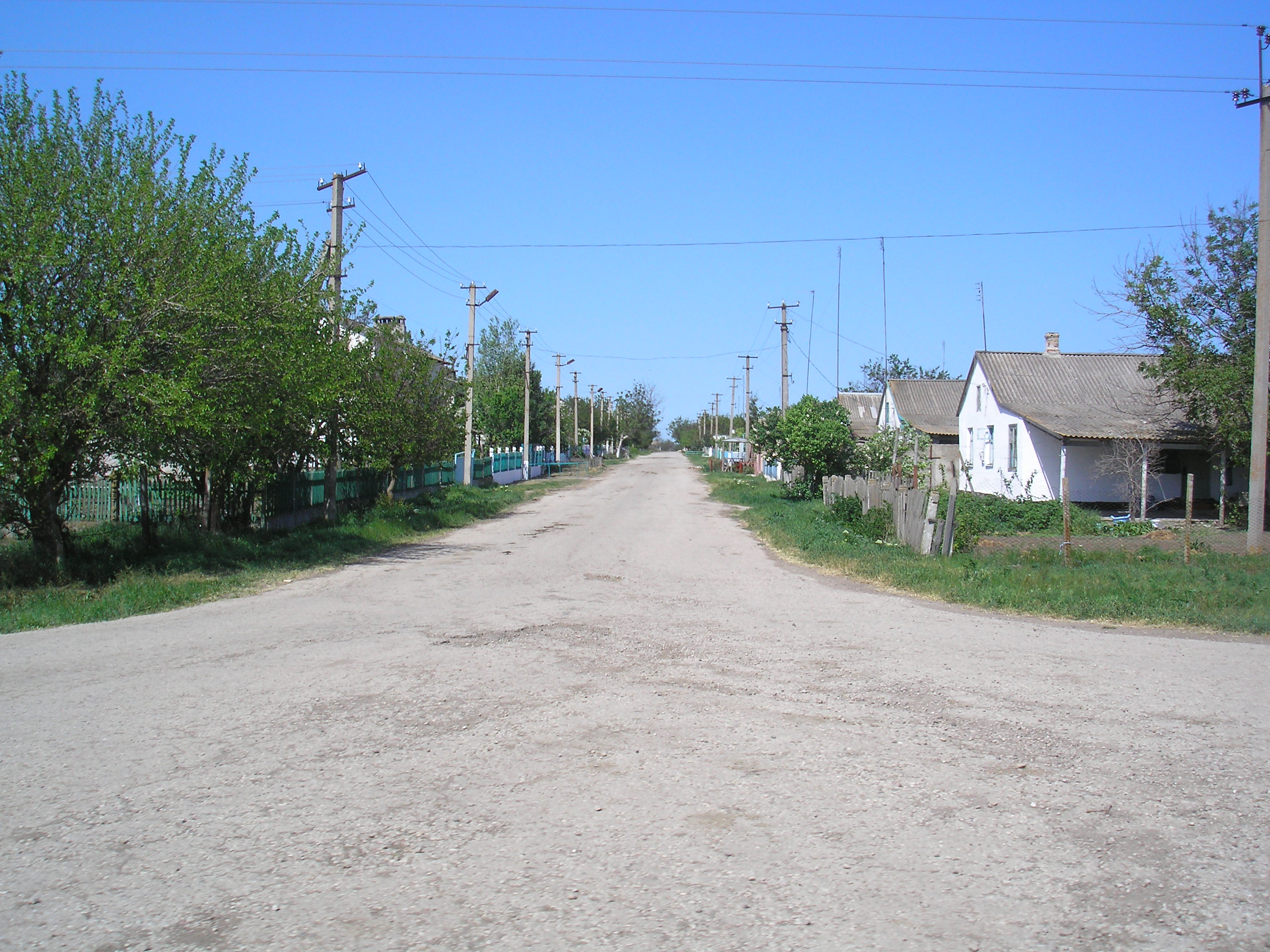

У 1860-х роках, після земської реформи Олександра II, село приписали до Байгончекської волості. Згідно  «Пам'ятної кники Таврійської губернії за 1867» , село Томак Киргиз було покинуте жителями в 1860–1864 роках, в результаті еміграції кримських татар, особливо масової після Кримської війни 1853 −1856 років, в Туреччину і  залишалося в руїнах і, якщо на трехверстовій мапі 1865 село ще позначене, то на карті, з коректурою 1876 року його вже немає.
Менонітський хутір кримських німців Янцена виник на місці спорожнілого села в Ак-Шейхської волості Перекопського повіту ймовірно, в кінці XIX століття, оскільки вперше в доступних джерелах зустрічається в  «… Пам'ятній книжці Таврійської губернії на 1900 рік» , згідно з якою в Томак-Киргизі значилося 30 жителів в 1 дворі.
У  Статистичному довіднику Таврійської губернії 1915 року, в Ак-Шейхській волості Перекопського повіту значиться економія Янцена Томак-Киргиз з населенням 55 осіб.
Після окупації Криму більшовиками, за постановою Кримревкома від 8 січня 1921 № 206 «Про зміну адміністративних кордонів» була скасована волосна система і в складі Джанкойського повіту був створений Джанкойський район. У 1922 році повіти перетворили в округи. 11 жовтня 1923 року, згідно з постановою ВЦВК, в адміністративний поділ Кримської АРСР були внесені зміни, в результаті яких округи були ліквідовані, основною адміністративною одиницею став Джанкойський район і село включили до його складу. Згідно Списку населених пунктів Кримської АРСР по Всесоюзному перепису 17 грудня 1926, хутір Томак-Киргиз входив до складу скасованого до 1940 року Антонівської сільради Джанкойського району . Постановою Ради народних комісарів 29 квітня 1929 року на базі економії був організований навчально-виробничий радгосп НКВД «Молода гвардія», для навчання сільхознавичкам підлітків з колоній для колишніх безпритульних і дитячих будинків.
Після утворення в 1935 році Колайського району село включили до його складу.
Указом Президії Верховної Ради РРФСР від 18 травня 1948, Янцеве перейменували в Світле.
Указом Президії Верховної Ради УРСР «Про укрупнення сільських районів Кримської області», від 30 грудня 1962 Азовський район був скасований і село приєднали до Джанкойського . На 1968 село входило до складу Просторненської сільради, з 1986 року — центр сільради.